# Nördlingen
Nördlingen és un municipi alemany pertanyent a la comarca Donau-Ries dins l'estat federal de Baviera. És considerat un Grosse Kreisstadt (‘gran ciutat de districte’).

## Localització

### Geografia
El municipi és al mig del Nördlinger Ries, un cràter format per l'impacte d'un meteorit succeït fa 15 milions d'anys. Per la zona passen dos rius, afluents del Danubi, el Wörnitz i l'Eger.

### Municipis que l'envolten
Nördingen limita amb els següents municipis: Wallerstein, Maihingen, Oettingen, Munningen, Wechingen, Deiningen, Alerheim, Möttingen, Reimlingen, Hohenaltheim, Ederheim, Neresheim, Bopfingen, Riesbürg.

## Organització

### Els districtes administratius

Situació dins la comarca

El municipi està organitzat en vuit districtes: Altstadt (el centre), Graben, Wemdinger Viertel, Saubrunnen, Augsburger Viertel, Talbreite, Herkheimer Viertel i Südtiroler Viertel.
El poblament dispers de Nördlingen inclou les següents pedanies:
Pfäfflingen,Dürrenzimmern, Löpsingen, Grosselfingen,Nähermemmingen,Holheim	Kleinerdlingen, Herkheim, Schmähingen i Baldingen.

Baldingen i Kleinerdlingen són els més propers al centre urbà i han estat vinculades des de fa molt temps, però la resta eren anteriorment municipis administrativament independents que es van annexionar per llei al municipi de Nördlingen.

L'1 de juliol del 1972 es van incorporar Herkheim, Holheim, Kleinerdlingen i Closer Memmingen. L'1 de gener del 1973 Löpsingen va ser agregat. Grosselfingen i Pfäfflingen van ser les següents l'1 de gener del 1976. Es va completar la sèrie d'incorporacions amb la inclusió de Schmähingen l'1 de gener del 1978 i Baldingen i Dürrenzimmern l'1 de maig del mateix any.

### Organització de l'espai
Nördlingen té una extensió de 6810 hectàries, de les quals 5418 ha són destinades a l'explotació agrícola, 591 ha és la superfície edificada i 529 ha és la zona destinada a camins i espais de trànsit.

## Història

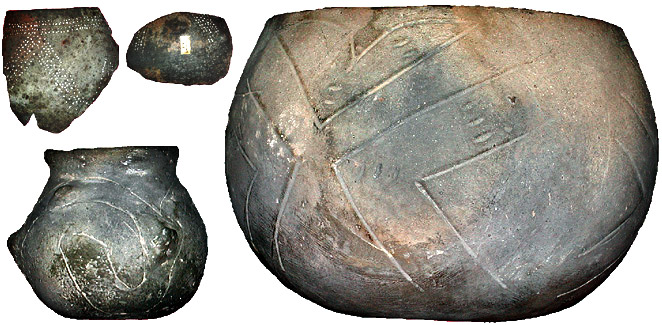
A Nördlingen van viure tribus de la cultura de la ceràmica lineal.

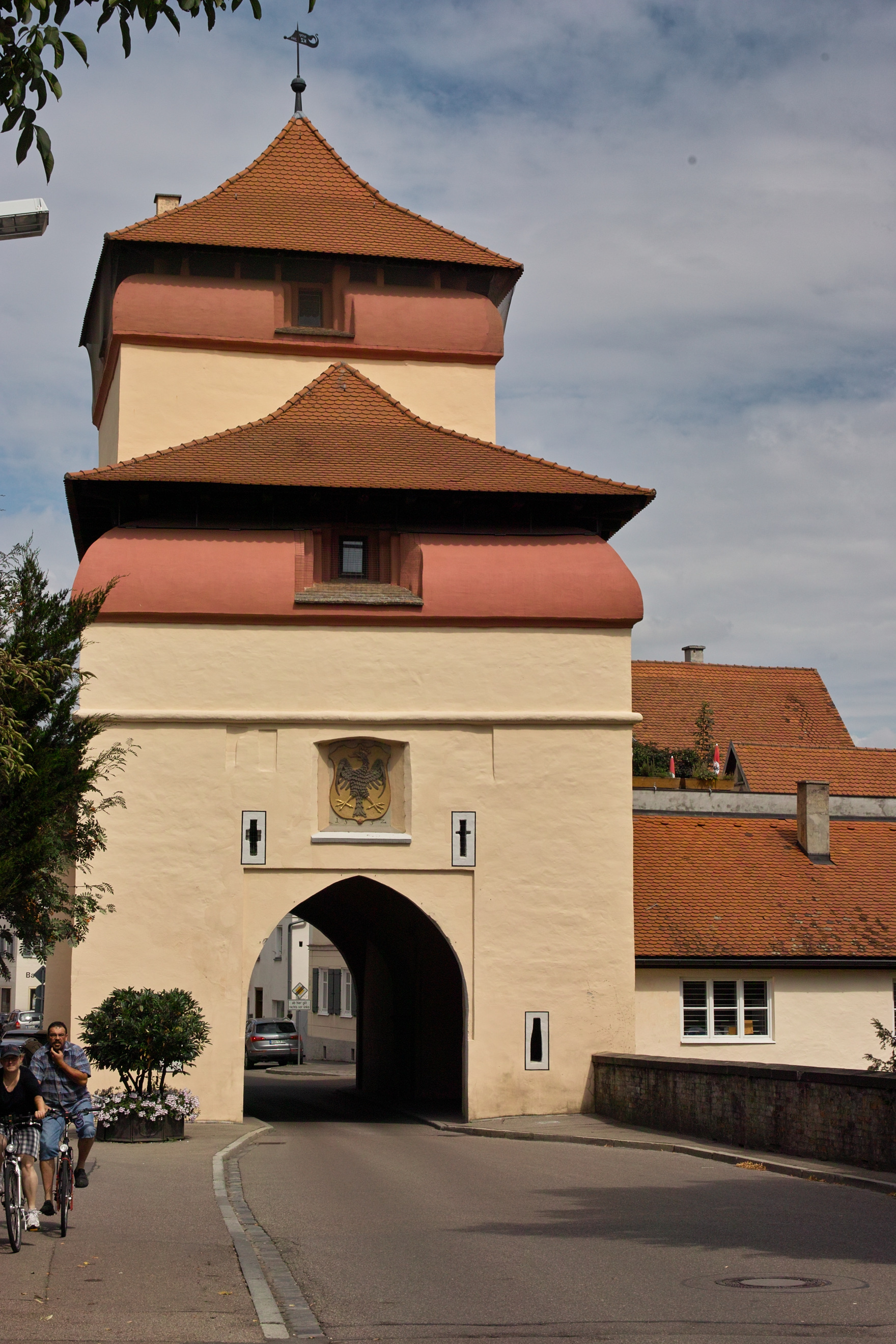
Una de les portes d'entrada a la ciutat

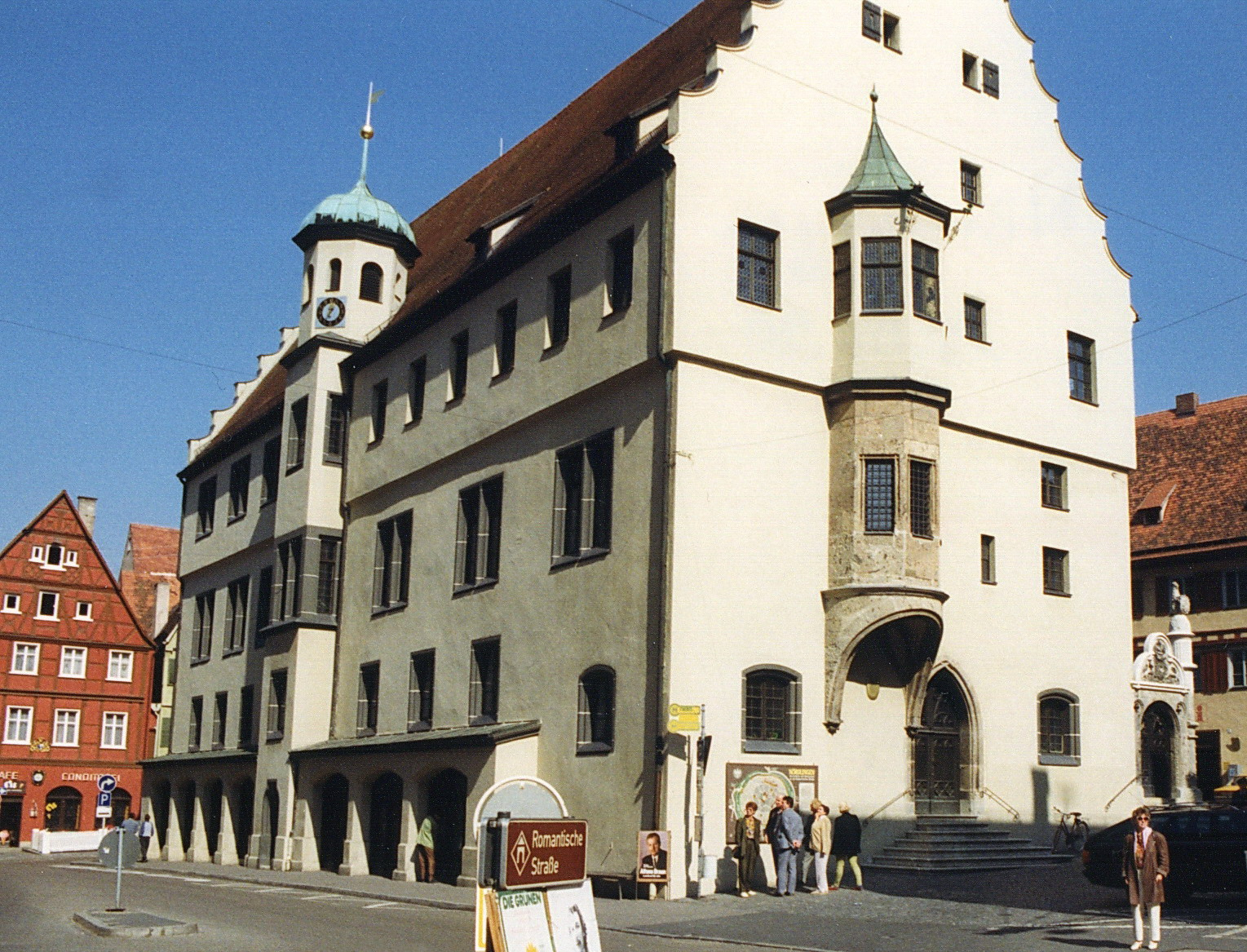
Ajuntament

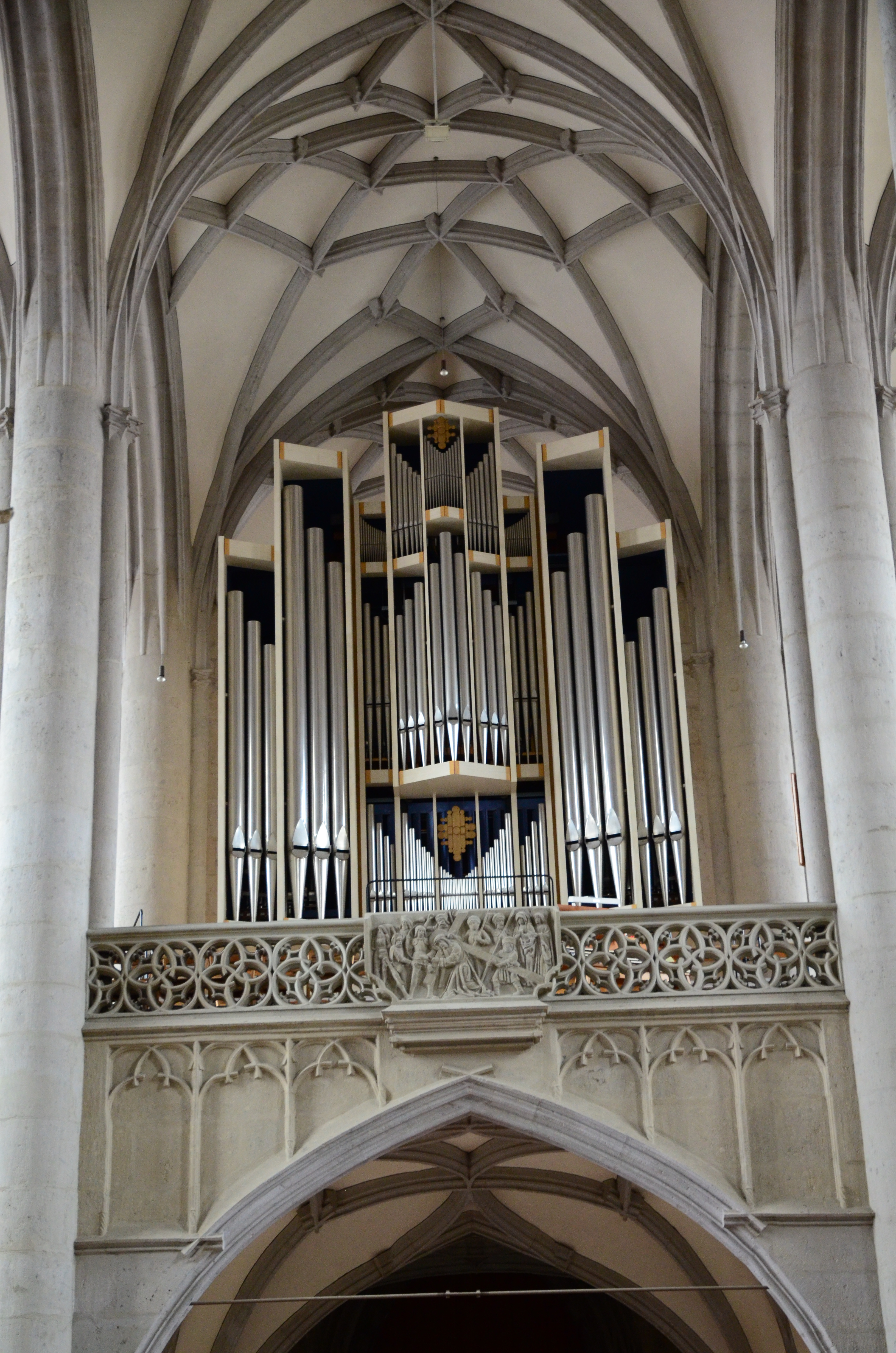
Orgue superior de l'església de sant Georg

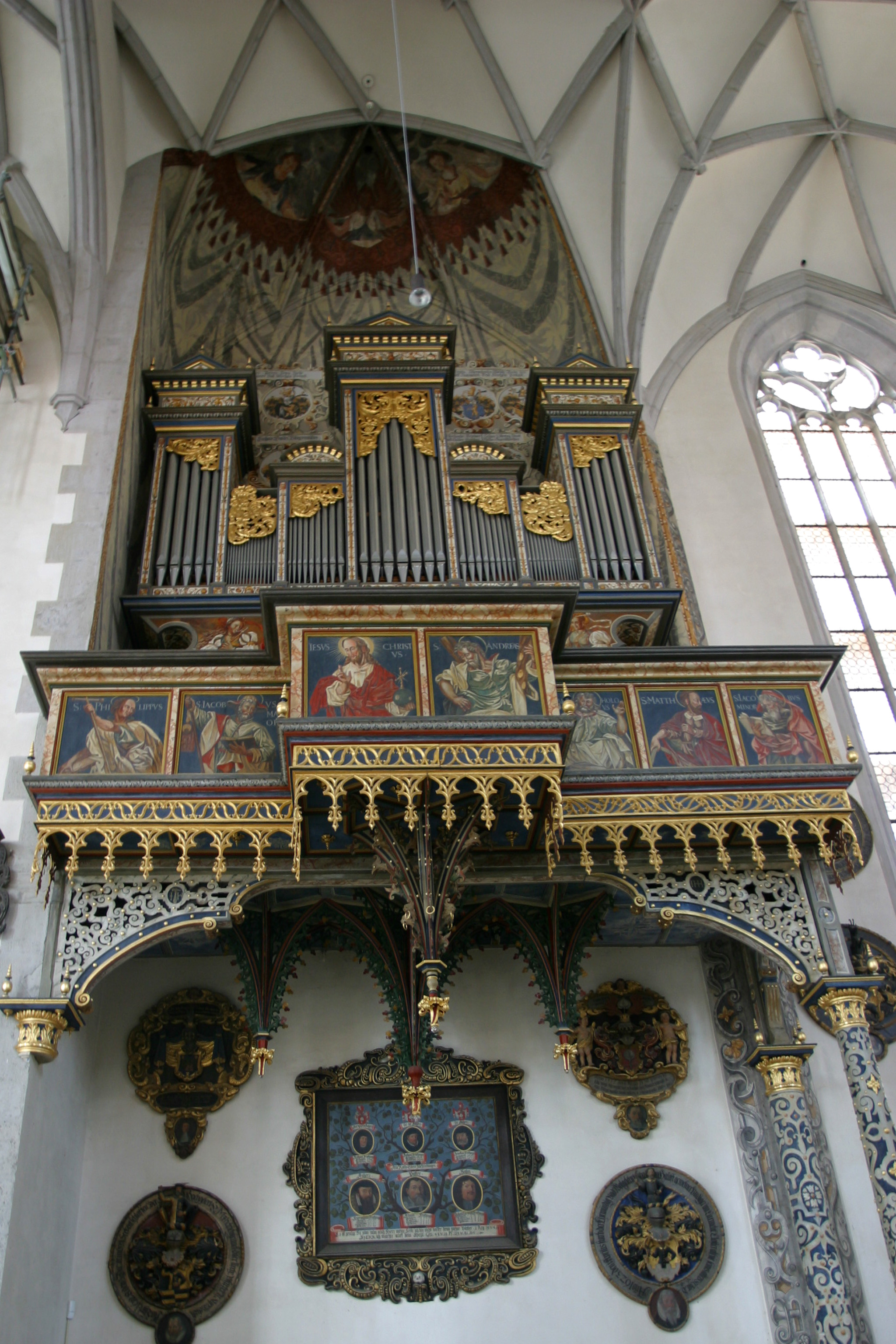
Orgue lateral de l'església de sant Georg

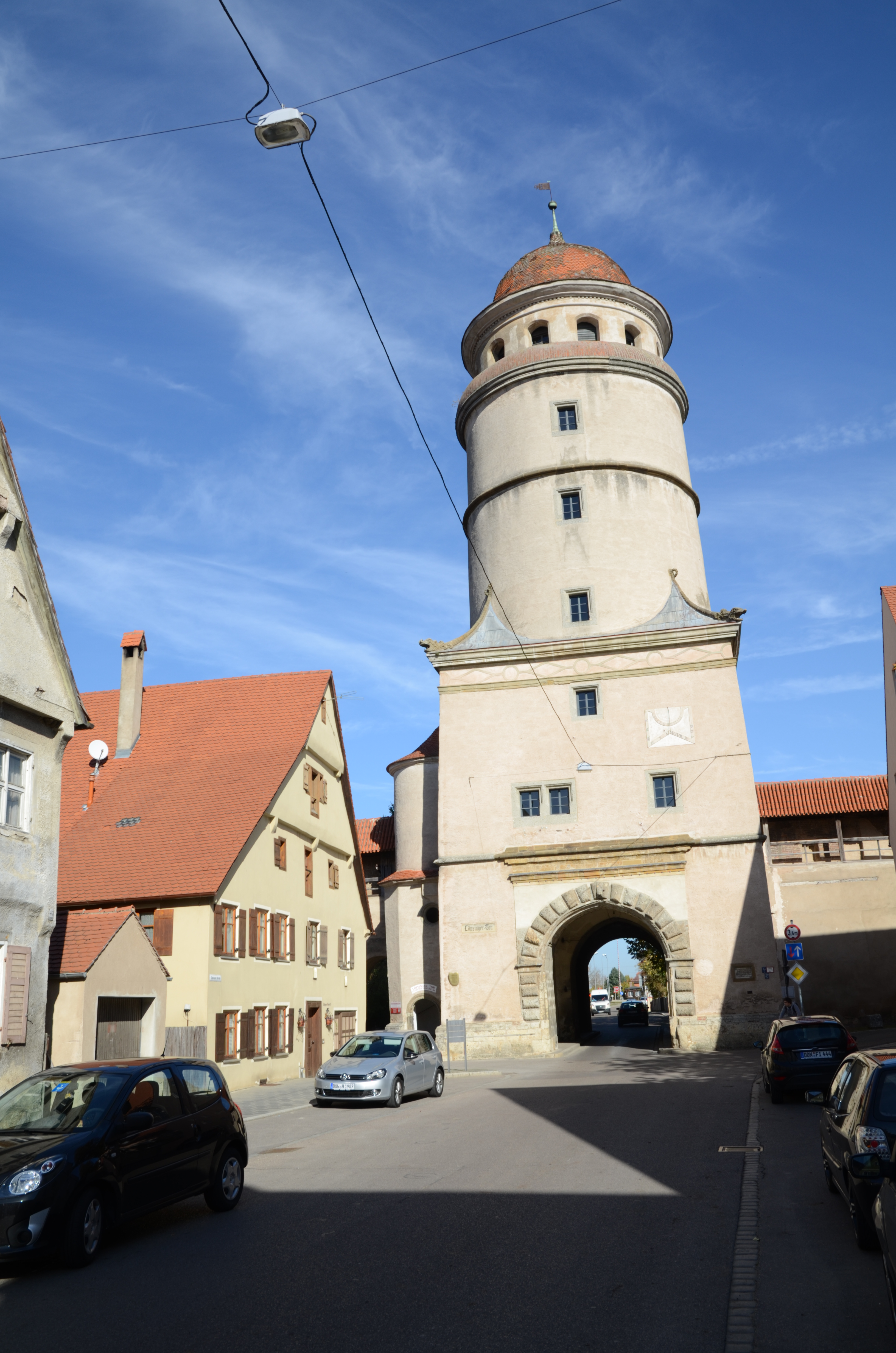
Una altra de les portes de la muralla.

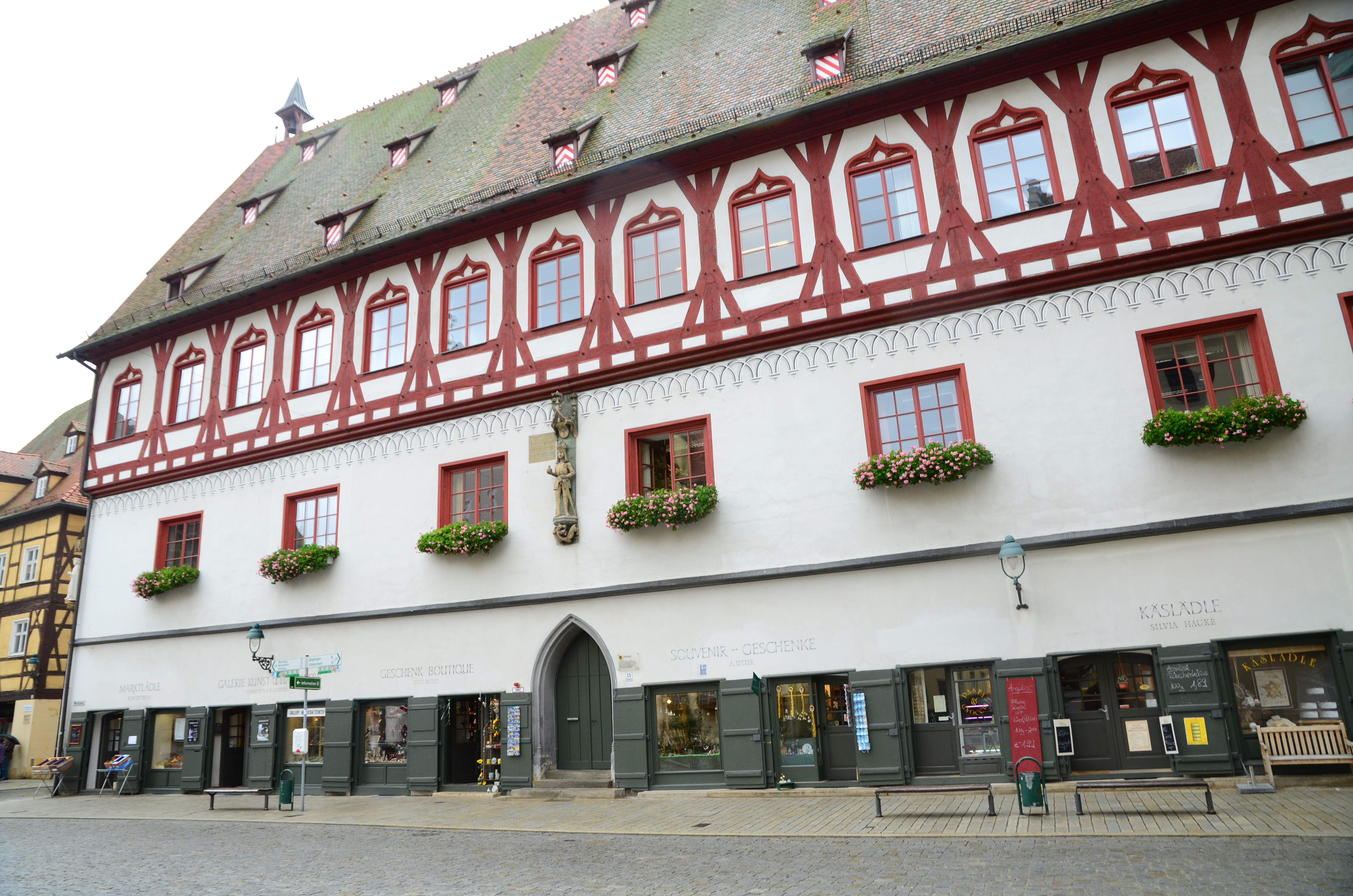
Cases a la plaça de mercat

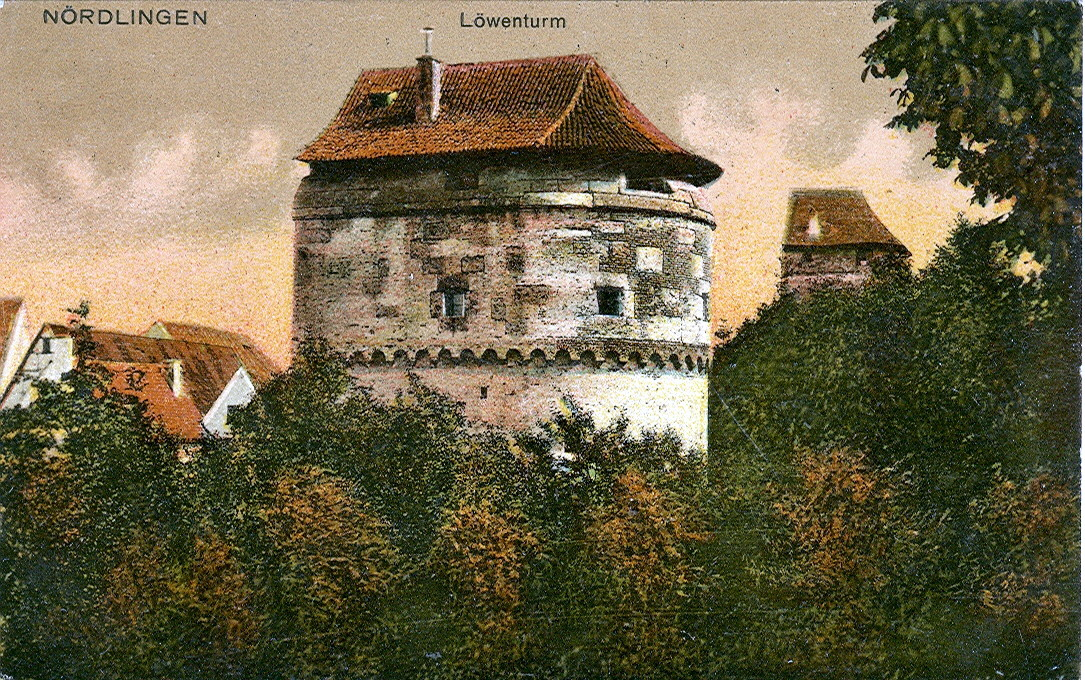
Löwenturm

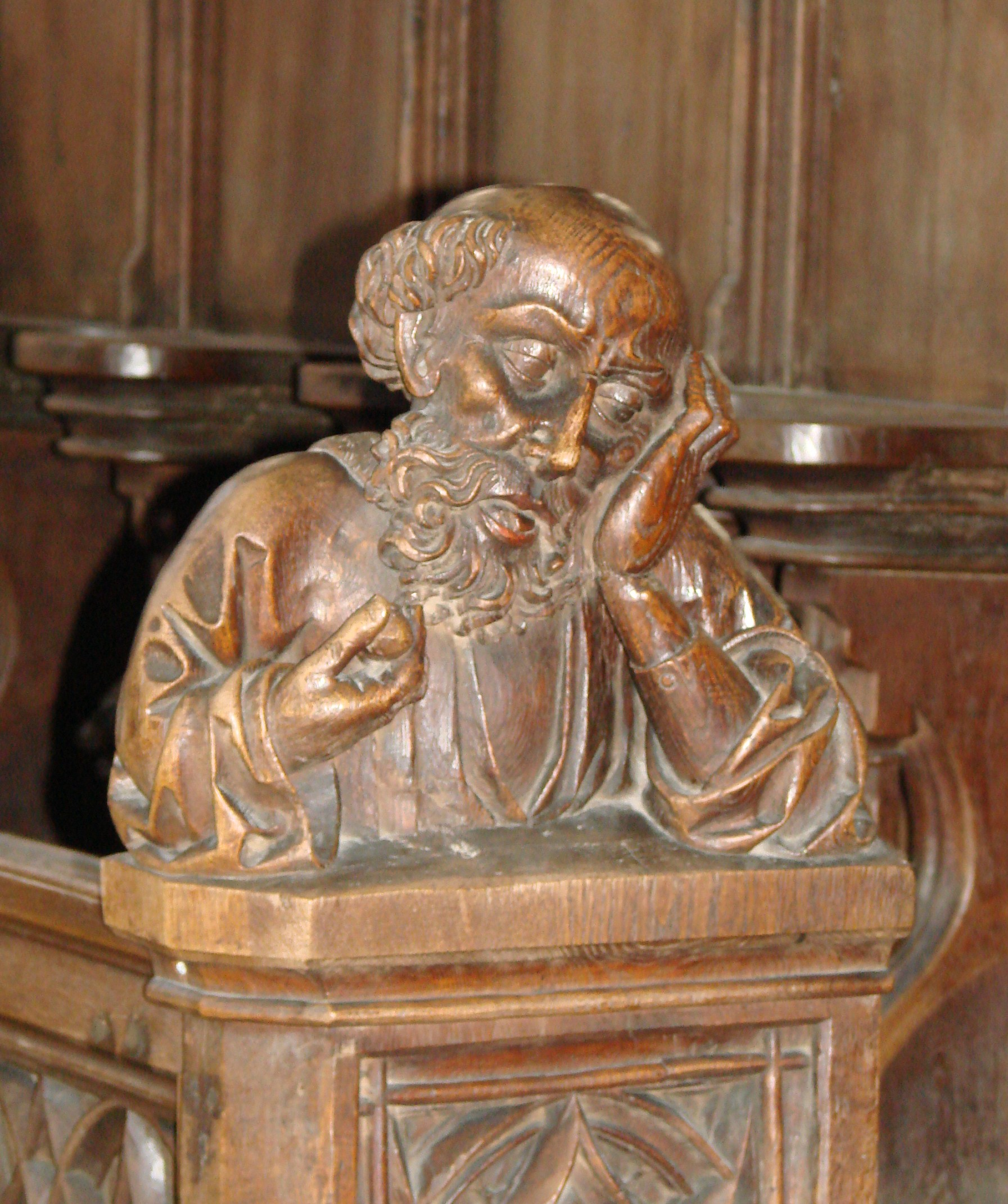
Escultura a sant Georg

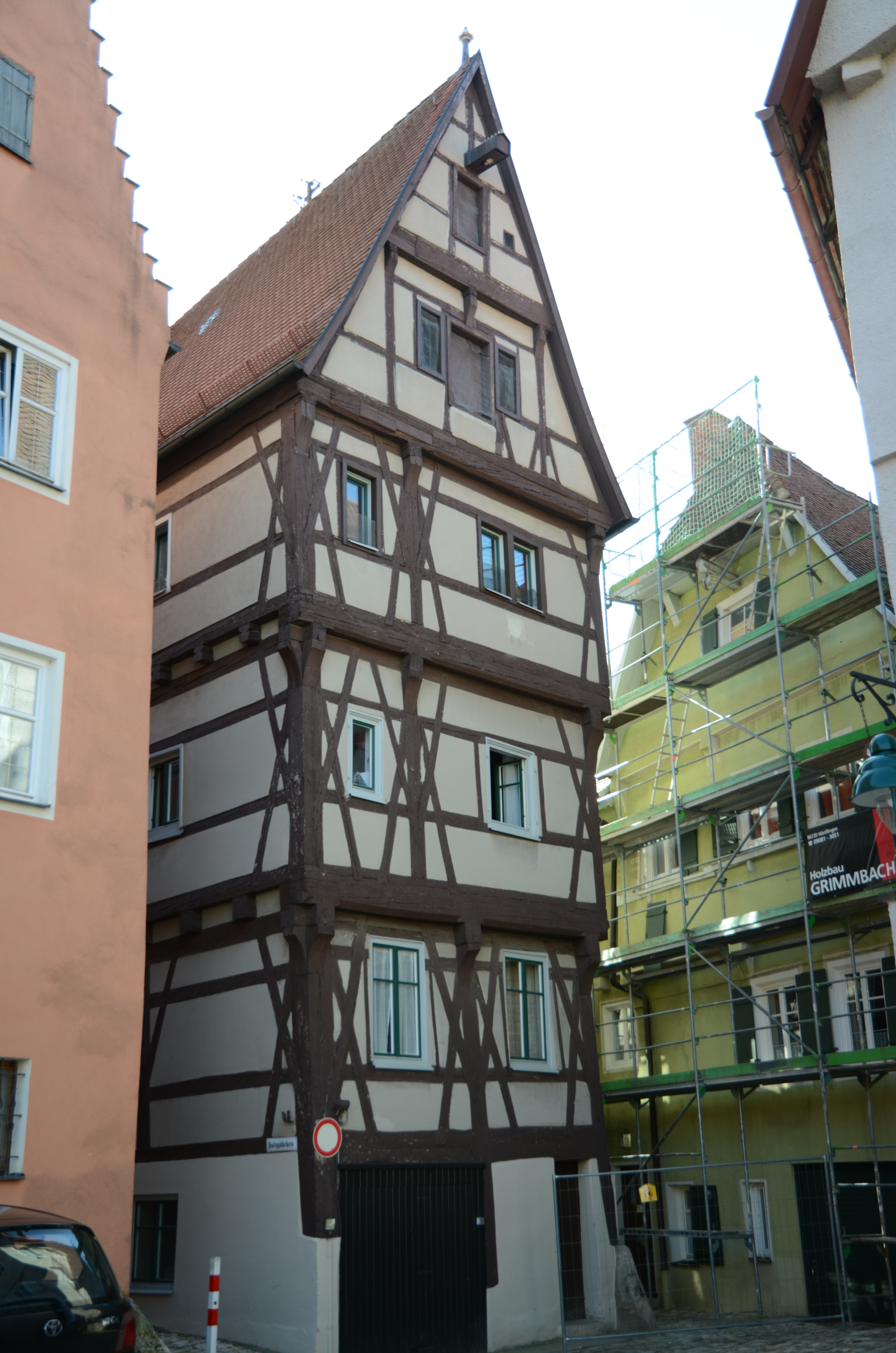
Zona del mercat

Les troballes de les coves Ofnethöhlen proven àrea local d'avui de Nördlingen ja estava habitada en el Paleolític Superior. La zona més poblada era una àrea en la vora oriental del districte de Baldingen on es van descobrir els assentaments de la cultura de la ceràmica lineal i el Neolític, la cultura dels camps d'urnes, la Hallstatt i La Tène.
Al voltant de l'any 85 dC es va establir al sud de la ciutat un castrum romà, amb un destacament militar responsable de tot el vicus, però l'any 259/260 es va reduir per la lluita amb els alamans en la conquesta del que avui és sud d'Alemanya. El nom d'aquest assentament va ser probablement Septemiacum. Aquest nom en llatí de la localitat es troba al pergamí conegut com a Peutingertafel però encara hi ha dubtes si realment té una relació amb l'assentament abans esmentat. Una vil·la romana (casa rural) va ser trobada en unes excavacions al poble de Holheim, la qual pot ser visitada, però amb prou feines n'ha començat l'estudi arqueològic.
Tres cementiris dels segles vi i vii demostren que hi va haver un assentament alamànic. L'any 898 el municipi surt esmentat amb el nom de Nordilinga com un dels llocs on es va reunir la cort carolíngia. En aquell temps Nördlingen era sota el govern del bisbat de Ratisbona, va ser el temps en què la ciutat va créixer gràcies al seu mercat, que aplegava gent dels voltants.
El 1215 l'emperador Frederic II, va atorgar els drets a Nördlingen com a ciutat imperial lliure. En aquest any va ser construïda la primera muralla de la ciutat, el contorn de la qual és encara visible avui dia. El 1219 va ser esmentada per primera vegada en un document la Fira de Pentecosta de Nördlinger. La ciutat, situada en la cruïlla de dos importants rutes comercials (Frankfurt, Würzburg-Ulm-Augsburg i Nuremberg), va arribar a esdevenir un important centre comercial de cereals, bestiar, tèxtils, pells i articles de metall. A més de Frankfurt, Nördlingen va ser una de les fires comercials de llarga distància més importants d'Alemanya.
El 1238 un incendi va destruir gran part de la ciutat, però es va recuperar ràpidament. Tres generacions més tard, a fora de les muralles es van instal·lar un gran nombre d'artesans. El 1327 es va construir una nova muralla, amb la qual l'espai interior va créixer quatre vegades. El 1427 es va iniciar la construcció de l'Església de Sankt Georg (sant Jordi).
L'any 1469 el tribunal de la ciutat va jutjar Linhardt Freiermuth i la seva dona Barbara, els quals havien acollit una dona a casa seva. El motiu de l'acusació va ser el d'avortament forçat de la prostituta Els Eystett. El tribunal va dir que la parella era culpable de proxenetisme. L'esposa de Linhardt va ser exposada per a ser avergonyida públicament. Les 40 pàgines conservades en l'arxiu municipal de Nördlingen d'aquest procés, donen una visió única del funcionament dels antics estats.
La ciutat va formar part del representants de la minoria protestant a la Dieta d'Espira (1529. La població va demanar l'acceptació i propagació de la fe protestant. El 1579 el Bürgermeister (batlle) Peter Seng (1512-1589) va adscriure la ciutat al luteranisme signant el document de la Concòrdia Luterana.
La història de la persecució de bruixes a Nördlingen és ben documentada. Entre 1589 i 1598, 34 dones i un home van ser executats a la foguera per bruixeria.
Un punt d'inflexió històric en la Guerra dels Trenta Anys va ser el setge de Nördlingen i la posterior batalla del 1634, en la qual les forces protestants sueques van ser derrotades per primera vegada per les tropes imperials dels Habsburg. La ciutat va haver d'obrir-se als vencedors, però no van ser acomiadats fins al pagament d'altes indemnitzacions per part de les tropes vencedores. No obstant això, la ciutat va perdre més de la meitat de la població durant i després del setge, a causa de la fam i les malalties.
El comerç va canviar després de la guerra desviant-se cap als ports marítims, fet que va restar importància i recursos a Nördlingen.
Amb la ciutat veïna d'Oettingen hi va haver freqüents conflictes pels drets territorials. Des del segle XVI fins al segle xviii l'assumpte va estar en mans del Tribunal Imperial.
Com a conseqüència de la reorganització napoleònica d'Alemanya (Tractat de Lunéville) Nördlingen va perdre el 1803 l'estatut de ciutat imperial i es va esdevenir una part de l'electorat de Baviera, que havia ocupat la ciutat en previsió dels termes ja negociats al setembre de 1802. L'1 de gener del 1806, la ciutat aconsegueix d'acord amb la Pau de Pressburg en rang de ciutat dins el principat de Baviera.
El 15 maig del 1849 Nördlingen va ser connectada amb la xarxa ferroviària,  va trigar fins al 1863 fins que realment va ser integrada en la xarxa.
A Nördlingen hi va haver una comunitat jueva que va construir una sinagoga el 1885, però que va ser destruïda durant el pogrom del novembre del 1938 per homes de les SA, fet que s'esmenta en una placa a la sala de la parròquia protestant. També hi ha una pedra commemorativa al cementiri jueu instal·lada pels ciutadans jueus l'any 1979, en memòria les víctimes de l'Holocaust.
En els atacs aeris cap a la darreria de la Segona Guerra Mundial, a la primavera del 1945, un total de 33 persones van perdre la vida. L'estació de tren i diverses cases van ser destruïdes, l'església de Sant Georg va quedar molt malmesa, però la resta del nucli històric es va salvar.
A partir del 1945 Nördlingen va pertànyer a la zona d'ocupació nord-americana. L'administració militar nord-americana hi va establir un camp de persones desplaçades per donar cabuda als anomenats desplaçats (DP). El campament va ser supervisat per la UNRRA i acollia prop de cinc-cents persones. La majoria d'ells eren de Letònia i Lituània. Més de 4.500 persones expulsades es van establir després de la guerra a Nördlingen.
Durant la reorganització administrativa del 1972, Nördlingen va passar a formar part de la demarcació comarcal del Donau-Ries l'1 de maig del 1973.

## Agermanaments
- Waga Waga (Nova Gal·les del Sud), des del 1967
- Riom (França), des del 1970
- Stollberg/Erzgeb. (Alemanya), des del 1991
- Markham, Ontario (Canadà), des del 2001
- Olomouc (Txèquia), des del 2008

## Cultura

### Llocs d'interès cultural

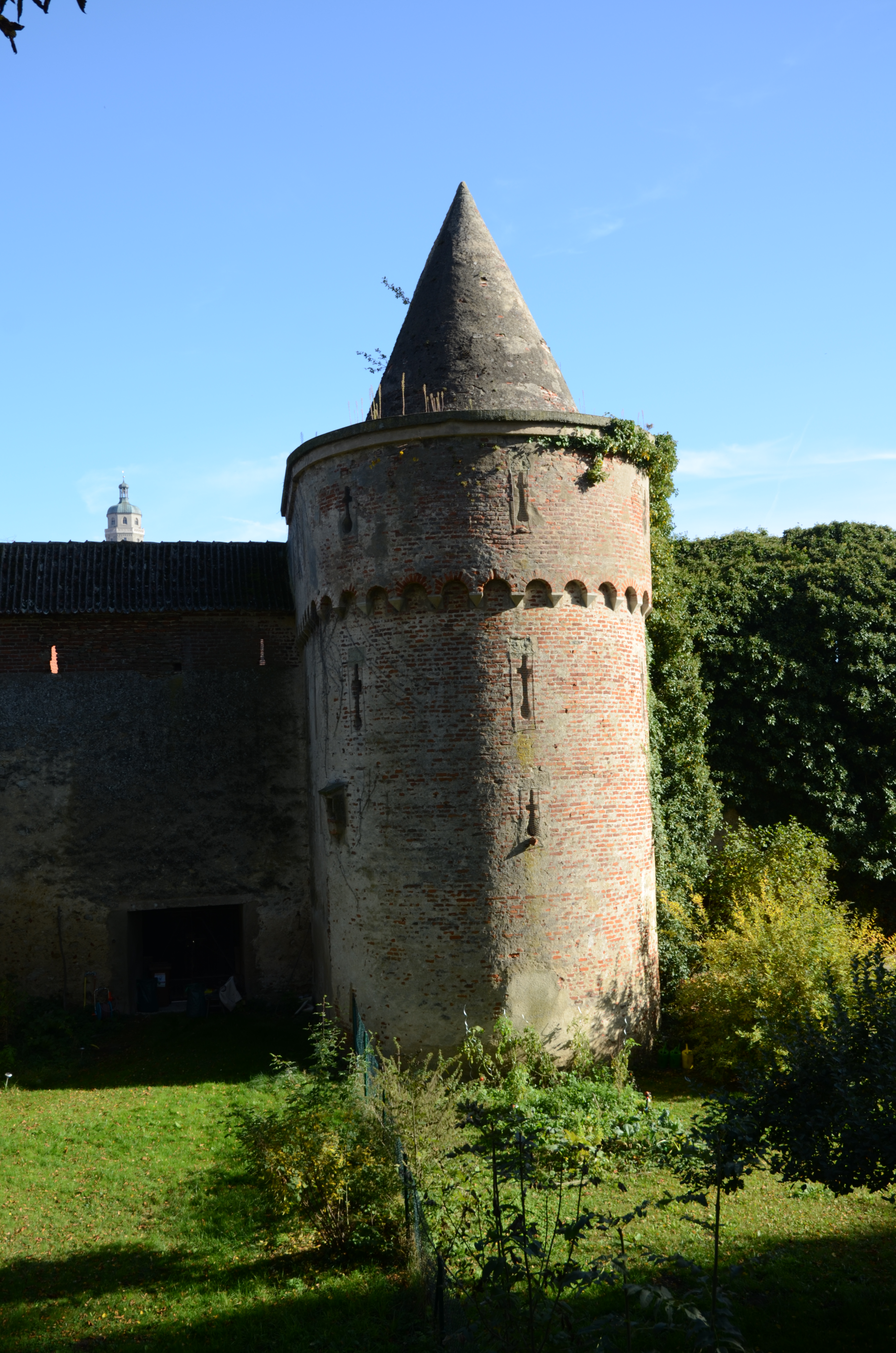
Torre de la muralla

- La muralla amb cinc portes d'entrada i 11 torres defensives.
- A Nördlingen hi ha moltes esglésies d'estil renaixentista i barroc. La torre de l'església de sant Georg, coneguda com a Torre de sant Daniel és molt visitada per les vistes a 90metres d'alçada.
- La plaça del mercat, on hi ha edificis històrics com el Gasthaus zur Sonne, una hosteria construïda el 1350, on es va allotjar el 1405 el príncep de Fürstenberg. El 1500, va ser l'escenari d'una lluita entre l'emperador Frederic III i Maximilià I. Altres personatges que s'hi han allotjat són : Carles V (1548), Johann Wolfgang von Goethe (1788) i Gottfried Keller qui el 1970 va portar als astronautes americans del quart viatge a la lluna (Programa Apollo).
- A la part sud de la ciutat vella, hi ha cases construïdes el 1697 com la  Wintersche,d'entramat de fusta, amb jardí i galeries amb flors a cada pis. En aquesta zona hi havia el mercat del vi, una botiga de la sal. L'entramat de carrers del nucli antic ha servit d'inspiració per a la pel·lícula d'anime Princess Tutu i d'escenari per a la pel·lícula Willy Wonka i la fàbrica de xocolata.[9]
- El Marienhöhe: És un parc al sud-est de la ciutat antiga. Porta el nom en honor de Maria Friederica de Prússia. Va ser el lloc on es plantava la forc en el temps de la persecució de bruixes en l'Edat Mitjana un lloc urbà de l'execució. També és on hi ha tres antics cellers de cervesa. En aquest parc destaca una avinguda de 60 llimoners que van ser plantats el 1906.[10]

### Museus
- El Rieskrater-Museum: Informa sobre el cràter Nördlinger Ries
- El Stadtmuseum: Amb informació sobre la història de la ciutat. Exposa pintures de Friedrich Herlin Panell, Hans Schaufelin i Sebastian Taig. També s'hi pot veure el crani trobat a les coves Ofnet.
- El Stadtmauermuseum: Situat a la torre de porta Löpsinger de la muralla.Ddocumenta la història de la muralla. Aquí es pot veure un model de la batalla de Nördlingen fet amb figures de plom i una maqueta de tot el nucli antic.
- El Bayerische Eisenbahnmuseum: Un museu del ferrocarril on es poden veure antigues màquines de vapor.
- El Museum augenblick: Museu d'atraccions òptiques i acústiques que exposa objectes dels primers dies de l'era dels mitjans audiovisuals: peep shows, panorames, llanterna màgica, orguenets, pianoles, caixes de música i gramòfons.
- La Galeria "Thiemig" era un museu que va tancar el 2012. Mostrava una exposició permanent de reproduccions emmarcades de pintors famosos. Va ser creat per l'editor Günther Thiemig, (mort el 1991)i estava situada a l'antiga Pfisterei de Spitalhofs. S'hi van exhibir obres de Giotto, Tiziano, Rafael, Durero, Rubens, Goya, Macke, Marc i Kandinsky.